# 鋼・コンクリート合成床版
鋼・コンクリート合成床版（こう・コンクリートごうせいしょうばん）は、底面の鋼板（底鋼板）を床版の断面の一部としたコンクリート系床版。複合構造 § 合成構造の一種。従来のRC床版に対して疲労耐久性が高く、また長支間に適用でき、さらにコンクリートのはく離・はく落がなく、加えて施工時の型枠や型枠支保工が不要となる構造として、様々な製品（鋼板パネル）が販売されている。
また類似の構造として、主鉄筋として機能するI形鋼と、型枠として機能する鋼板（床版の断面の一部としない）から構成されるI形鋼格子床版が販売されている。床版支間や疲労耐久性の違いにより、鋼・コンクリート合成床版はPC床版と、I型鋼格子床版はRC床版と比較対象となることが多い。
なお合成が付いた類似の用語として、コンクリート系床版と主桁が一体となって荷重に抵抗する桁橋「合成桁橋」、主桁のみで抵抗する桁橋「非合成桁橋」がある。

## 日本国内における動向
- 1902年- 明治橋 (大分県)で採用される[5]。
- 1979年 - スペインのランデ橋（英語: Rande Bridge）で採用されたロビンソンタイプの鋼・コンクリート合成床版を 枝川ランプ橋（首都高速道路）で採用。以降、徐々に採用が増える[5]。
- 1997年 - 「鋼構造設計指針 Part B 合成構造物」（土木学会）が刊行される[5]。
- 2001年 - 設計や発注を円滑に行いたいという建設業界の要望に応えるため、日本橋梁建設協会より標準の仕様が示され、以降、多数のテキストが刊行される[5]。
- 2016年 - 「複合構造シリーズ07 鋼コンクリート合成床版設計・施工指針（案）」（土木学会）が刊行される[6]。
- 2017年11月 - 道路橋示方書にて、設計に関する規定が示される。
- 2020年9月 - 鋼道路橋設計便覧にて、設計方法や構造細目が示される。

## 鋼・コンクリート合成床版の種類
- 日本橋梁建設協会の仕様となる橋建協標準合成床版では、ずれ止めの種類と底鋼板の補強方法により4種類に分類されている[5]。
  - 型鋼タイプ - チャンネルビーム合成床版他
  - ロビンソンタイプ - SCデッキ他
  - トラスジベルタイプ - TRC床版他
  - 帯板タイプ - パワースラブ、パイプスラブ他